# Markbach (Else)
Die Markbach ist ein linker Zufluss der Else im Nordosten des deutschen Bundeslandes Nordrhein-Westfalen. Das Gewässer fließt südwärts, entwässert einen kleinen Teil des Ravensberger Hügellandes, und erreicht die Else etwa 4,5 km vor deren eigener Mündung.